# Farung Yuthithum
Farung Yuthithum, (ฟ้ารุ่ง ยุติธรรม) soprannominata Kwang (กวาง) (Pathum Thani, 6 aprile 1987), è una modella tailandese, incoronata Miss Thailandia Universo 2007 il 27 maggio 2007.

## Biografia
Studentessa al primo anno presso la Rajamangala University of Technology al momento dell'incoronazione, Farung Yuthithum ha vinto il suo primo concorso di bellezza nel 2006, quando è stata incoronata Miss U-League 2006, evento riservato alle studentesse universitarie thailandesi.
Il 24 marzo 2007, prende parte al concorso nazionale Miss Thailandia Universo che si svolge a Bangkok, e dove viene incoronata vincitrice da Miss Universe 2006 Zuleyka Rivera del Porto Rico. La Yuthithum ha anche il primato di essere la più alta rappresentante della Thailandia nella storia di Miss Universo.
Farung Yuthithum ha quindi rappresentato la Thailandia in occasione del concorso Miss Universo 2007 che si è tenuto a Città del Messico il 28 maggio 2007, e dove è riuscita a classificarsi fra le prime quindici semifinaliste, dietro la vincitrice Riyo Mori, rappresentante del Giappone.